# Phenacogaster
Genre
Le genre Phenacogaster regroupe plusieurs espèces de poissons américains de la famille des Characidés. Ce genre est parfois orthographié à tort « Phenogaster ».

## Liste d'espèces
Selon FishBase (12 juin 2015):
- Phenacogaster apletostigma Lucena & Gama, 2007
- Phenacogaster beni  Eigenmann, 1911
- Phenacogaster calverti (Fowler, 1941)
- Phenacogaster capitulatus Lucena & Malabarba, 2010
- Phenacogaster carteri (Norman, 1934)
- Phenacogaster franciscoensis Eigenmann, 1911
- Phenacogaster jancupa Malabarba & Lucena, 1995
- Phenacogaster maculoblongus Lucena & Malabarba, 2010
- Phenacogaster megalostictus Eigenmann, 1909
- Phenacogaster microstictus Eigenmann, 1909
- Phenacogaster napoatilis Lucena & Malabarba, 2010
- Phenacogaster ojitatus Lucena & Malabarba, 2010
- Phenacogaster pectinatus (Cope, 1870)
- Phenacogaster prolatus Lucena & Malabarba, 2010
- Phenacogaster retropinnus Lucena & Malabarba, 2010
- Phenacogaster simulatus Lucena & Malabarba, 2010
- Phenacogaster suborbitalis Ahl, 1936
- Phenacogaster tegatus (Eigenmann, 1911)
- Phenacogaster wayampi Le Bail & Lucena, 2010
- Phenacogaster wayana Le Bail & Lucena, 2010